# Elphaba
Elphaba Thropp è un personaggio immaginario del romanzo Strega - Cronache dal Regno di Oz in rivolta (Wicked: The Life and Times of the Wicked Witch of the West) dello scrittore statunitense Gregory Maguire, meglio conosciuta come protagonista del musical di Broadway del 2003 Wicked di Stephen Schwartz. Il personaggio è basato su quello della Malvagia Strega dell'Ovest del romanzo del 1900 Il meraviglioso mago di Oz di L. Frank Baum.
Nel libro e nel musical Elphaba mantiene le stesse caratteristiche che ha nel film del 1939: ha la pelle verde e si veste sempre di nero.
Il nome di Elphaba deriva dalle prime lettere di quello di L. Frank Baum (L. Frank Baum).

## Descrizione
Rispetto al musical, nel libro Elphaba acquista maggior umanità e simpatia, apparendo più come un'adolescente in crisi, che come un'ambigua strega dalla pelle verdastra. È la figlia del Governatore dei Munchkin, Frexpar, e Melena Thropp. In realtà, già dell'inizio del musical, viene subito messo in chiaro che Elphaba è una figlia illegittima: infatti la madre ha avuto una relazione con un altro uomo durante le assenze del marito. Durante i loro incontri clandestini, l'uomo (che si rivelerà essere il Mago di Oz) offre a Melena un elisir verde; poco dopo la donna viene colta dalle doglie. Quando il marito torna a casa e vede che la moglie ha partorito una figlia dalla pelle verde e con dei denti molto aguzzi, intuisce subito che la bimba è frutto di un tradimento. Ciò influirà sul rapporto di Elphaba col padre Frexpar, che mostra una certa intolleranza nei suoi confronti.
Arrivata all'università di Shiz, Elphaba finisce accidentalmente in camera con Glinda, e viene subito isolata dagli altri ragazzi a causa della sua diversità. Ma la direttrice dell'università, Madame Morrible, l'accoglie sotto la sua ala protettiva e comincia ad impartirle lezioni di magia. Con il tempo, Elphaba e Glinda finiscono con il diventare migliori amiche, ed Elphaba si innamora di Fiyero, fidanzato dell'amica. Quando poi Glinda ed Elphaba si recano nella città di Smeraldo per incontrare il Mago di Oz per informarlo dei terribili avvenimenti accaduti ai danni degli Animali, tra cui il Dottor Dillamond, scoprono che l'uomo è in realtà privo di qualsiasi potere magico. Elphaba, rifiutandosi di collaborare con il mago, fugge portando con sé il libro degli incantesimi, venendo quindi dichiarata nemica del regno.
Nel corso del gran ballo alla città di Smeraldi, in cui Fiyero e Glinda annunciano il proprio fidanzamento, Elphaba si introduce nel palazzo del mago, per liberare le scimmie volanti. Ma il Mago di Oz la scopre, e tenta di persuaderla ad unirsi alla causa con promesse lusinghiere. In un primo momento Elphaba accetta, per poi aggredire il mago dopo aver scoperto in che modo ha ridotto il Dottor Dillamond con le sue torture.
Dopo l'intervento delle guardie, Elphaba è costretta a fuggire, e Fiyero, innamorato da sempre di lei, la segue, abbandonando Glinda.
Ma Elphaba non può rimanere molto tempo con l'amato: infatti, avvertendo che la sorella Nessarose è in pericolo, corre ad aiutarla. Ma quando arriva è troppo tardi: la casa di Dorothy Gale, portata nella terra di Oz da Madame Morrible, è caduta sulla sorella, uccidendola.
Glinda e le guardie del mago, sapendo che avrebbero trovato Elphaba in quel luogo, sopraggiungono per arrestarla, ma la ragazza riesce a fuggire con l'aiuto di Fiyero che, però, viene catturato.
Il castello in cui Elphaba si è rifugiata, la fortezza di Kiamo Ko, viene preso d'assedio dagli abitanti del regno di Oz, aizzati da Boq e da Madame Morrible, ma Glinda riesce ugualmente a raggiungere l'amica e a riconciliarsi con lei.
Ma la folla irrompe improvvisamente del palazzo e Dorothy Gale lancia un secchio d'acqua contro Elphaba, che si scioglie sotto gli occhi dei presenti.
Ma, dopo che la folla, Dorothy e Glinda hanno lasciato la fortezza, arriva Fiyero che apre una botola segreta; da questa esce, illesa, Elphaba, pronta a ricominciare una nuova vita con l'uomo che ama, lontano da Oz.

## Interpreti principali nel musical
Tra le interpreti di musical con voce da mezzosoprano che hanno ricoperto questo ruolo troviamo: Idina Menzel, Danna Paola, Shoshana Bean, Eden Espinosa (che ha interpretato il personaggio più a lungo), Ana Gasteyer, Julia Murney, Stephanie J. Block, Kerry Ellis, Marcie Dodd, Nicole Parker, Dee Roscioli, Mandy Gonzalez, Teal Wicks, Kristy Cates, Victoria Matlock, Carmen Cusack, Willemijn Verkaik, Caissie Levy, Antonique Smith, Lisa Brescia, Alexia Khadime, Amanda Harrison, Donna Vivino, Jemma Rix, Pippa Grandison, Rachel Tucker, Jessica Vosk, Jackie Burns, Vicki Noon, Jennifer DiNoia, Alice Fearn ed Emma Hatton. Nella trasposizione cinematografica in due parti, Wicked e Wicked: Parte 2, la troviamo inoltre interpretata dall'attrice e cantante britannica Cynthia Erivo.
| Controllo di autorità | LCCN (EN) no2025027332 |